# Prima Categoria Basilicata 1966-1967
Il campionato di calcio di Prima Categoria 1966-1967 è stato il V livello del campionato italiano. A carattere regionale, fu l'ottavo campionato dilettantistico con questo nome dopo la riforma voluta da Zauli del 1958.
Questi sono i gironi organizzati della regione Basilicata.
Comitato Regionale Lucano, Via Rosica 6 - 85100 Potenza, tel. 24.577.

## Girone A

### Squadre partecipanti
| Club                   | Città                  | Stagione precedente            |
| ---------------------- | ---------------------- | ------------------------------ |
| Atlas Montescaglioso   | Montescaglioso (MT)    | 2º posto in Prima Categoria A  |
| Pol. Cristo Re         | Pisticci (MT)          | 4º posto in Prima Categoria A  |
| U.S. Eraclea           | Policoro (MT)          | 3º posto in Prima Categoria A  |
| S.C. Ferrandina        | Ferrandina (MT)        | 6º posto in Prima Categoria A  |
| A.S. Grassano          | Grassano (MT)          |                                |
| U.S. Irsina            | Irsina (MT)            | 7º posto in Prima Categoria B  |
| A.S. Libertas Scanzano | Scanzano Jonico (MT)   | 3º posto in Prima Categoria B  |
| U.S. Moliternese       | Moliterno (PZ)         | 4º posto in Prima Categoria D  |
| A.S. Montalbano        | Montalbano Jonico (MT) | 8º posto in Prima Categoria A  |
| Pandosia Tursi         | Tursi (MT)             |                                |
| Pol. Tricarico         | Tricarico (MT)         | 6º posto in Prima Categoria B  |
| U.S. Pisticci          | Pisticci (MT)          | 10º posto in Prima Categoria A |

### Classifica finale
|  | Pos. | Squadra              | Pt | G  | V  | N  | P  | GF | GS | DR  |
|  | ---- | -------------------- | -- | -- | -- | -- | -- | -- | -- | --- |
|  | 1.   | Eraclea              | 37 | 22 | 16 | 5  | 1  | 45 | 14 | +31 |
|  | 2.   | Atlas Montescaglioso | 28 | 22 | 10 | 8  | 4  | 36 | 24 | +12 |
|  | 3.   | Pandosia Tursi       | 26 | 22 | 9  | 8  | 5  | 41 | 24 | +17 |
|  | 4.   | Moliternese          | 25 | 22 | 10 | 5  | 7  | 37 | 28 | +9  |
|  | 5.   | Libertas Scanzano    | 23 | 22 | 6  | 11 | 5  | 25 | 24 | +1  |
|  | 6.   | Pisticci             | 22 | 22 | 9  | 4  | 9  | 43 | 33 | +10 |
|  | 6.   | Cristo Re            | 22 | 22 | 8  | 6  | 8  | 38 | 29 | +9  |
|  | 6.   | Tricarico            | 22 | 22 | 8  | 6  | 8  | 30 | 28 | +2  |
|  | 9.   | Grassano             | 21 | 22 | 7  | 7  | 8  | 28 | 37 | -9  |
|  | 10.  | Montalbano (-2)      | 17 | 22 | 6  | 7  | 9  | 21 | 30 | -9  |
|  | 11.  | Irsina (-1)          | 13 | 22 | 5  | 4  | 13 | 17 | 49 | -32 |
|  | 12.  | Ferrandina (-2)      | 3  | 22 | 1  | 3  | 18 | 4  | 45 | -41 |

Legenda:
      Ammesso agli spareggi promozione.
      Retrocesso in Seconda Categoria.
Regolamento:
Due punti a vittoria, uno a pareggio, zero a sconfitta.
Pari merito in caso di pari punti.
Note:
Irsina ha scontato 1 punto di penalizzazione in classifica per una rinuncia.
Montalbano e Ferrandina Pozzi hanno scontato 2 punti di penalizzazione in classifica per due rinunce.

## Girone B

### Squadre partecipanti
| Squadra               | Città (provincia)         | Stagione precedente           |
| --------------------- | ------------------------- | ----------------------------- |
| Cadetti S. Maria      | Potenza                   |                               |
| A.S. Genzano          | Genzano di Lucania (PZ)   | 6º posto in Prima Categoria C |
| A.S. Lavello          | Lavello (PZ)              | 2º posto in Prima Categoria C |
| Libertas Avigliano    | Avigliano (PZ)            | 4º posto in Prima Categoria C |
| U.S. Lagonegrese      | Lagonegro (PZ)            | 2º posto in Prima Categoria D |
| U.S. Libertas Invicta | Potenza                   | 3º posto in Prima Categoria B |
| S.C. Maratea          | Maratea (PZ)              | 3º posto in Prima Categoria D |
| Pol. Orazio Flacco    | Venosa (PZ)               | 1º posto in Prima Categoria C |
| Palazzo Calcio        | Palazzo San Gervasio (PZ) | 5º posto in Prima Categoria C |
| C.S. Vultur           | Rionero in Vulture (PZ)   | 3º posto in Prima Categoria C |

### Classifica finale
|  | Pos. | Squadra               | Pt | G  | V  | N | P  | GF | GS | DR  |
|  | ---- | --------------------- | -- | -- | -- | - | -- | -- | -- | --- |
|  | 1.   | Lavello               | 27 | 18 | 12 | 3 | 3  | 45 | 15 | +30 |
|  | 2.   | Lagonegrese           | 26 | 18 | 12 | 2 | 4  | 44 | 29 | +15 |
|  | 3.   | Maratea (-1)          | 23 | 18 | 11 | 2 | 5  | 43 | 26 | +17 |
|  | 4.   | Libertas Invicta (-1) | 20 | 18 | 9  | 3 | 6  | 32 | 24 | +8  |
|  | 4.   | Orazio Flacco         | 20 | 18 | 9  | 2 | 7  | 32 | 30 | +2  |
|  | 4.   | Genzano               | 20 | 18 | 8  | 4 | 6  | 22 | 21 | +1  |
|  | 7.   | Palazzo Calcio        | 16 | 18 | 7  | 2 | 9  | 30 | 35 | -5  |
|  | 8.   | Libertas Avigliano    | 10 | 18 | 4  | 2 | 12 | 29 | 46 | -17 |
|  | 8.   | Cadetti S. Maria      | 10 | 18 | 4  | 2 | 12 | 18 | 38 | -20 |
|  | 10.  | Vultur Rionero (-2)   | 4  | 18 | 2  | 2 | 14 | 22 | 53 | -31 |

Legenda:
      Ammesso agli spareggi promozione.
      Retrocesso in Seconda Categoria.
Regolamento:
Due punti a vittoria, uno a pareggio, zero a sconfitta.
Pari merito in caso di pari punti.
Note:
Maratea e Libertas Invicta hanno scontato 1 punto di penalizzazione in classifica per una rinuncia.
Vultur ha scontato 2 punti di penalizzazione in classifica per due rinunce.

## Spareggi promozione
|         | Risultato   |         | Luogo e data            |
| ------- | ----------- | ------- | ----------------------- |
| Lavello | 1 - 1       | Eraclea | Lavello, 28 maggio 1967 |
|         |             |         |                         |
| Eraclea | 1 - 1       | Lavello | Policoro, 4 giugno 1967 |
|         |             |         |                         |
| Eraclea | 0 - 0 (dts) | Lavello | Potenza, 11 giugno 1967 |
|         |             |         |                         |

- Eraclea promosso in Serie D 1967-1968 per sorteggio dopo spareggi con il Lavello terminati in parità.

### Libri
- Annuario F.I.G.C. 1966-1967, Roma (1967) conservato presso tutti i Comitati Regionali F.I.G.C.-L.N.D., la Lega Nazionale Professionisti e la Biblioteca Nazionale Centrale di Firenze.

### Giornali
- Archivio della Gazzetta dello Sport, anni 1966 e 1967, consultabile presso le Biblioteche:
  - Biblioteca Nazionale Braidense di Milano;
  - Biblioteca Nazionale Centrale di Firenze;
  - Biblioteca Nazionale Centrale di Roma;
  - Biblioteca Civica Berio di Genova;
  - e presso Emeroteca del C.O.N.I. di Roma (non è online ma è da consultare in sede).